# Cafe X
Cafe X är en norsk kriminalfilm från 1928 i regi av Walter Fyrst, som även skrev manus och producerade. I huvudrollerna ses Tove Tellback, Bengt Djurberg, Ellen Isefiær, Harald Steen och Egil Hjorth-Jenssen.

## Handling
Journalisten Karl Kraft löser ett ärende med vapensmuggling i Oslo. Under sina efterforskningar möter han servitrisen Lilly, som är involverad i affären, men Kraft får Lilly på bättre tankar.

## Rollista
- Tove Tellback - Lilly
- Bengt Djurberg - Karl Kraft, journalist
- Ellen Isefiær - journalist på 'Dagsavisen'
- Harald Steen - Pålsen
- Egil Hjorth-Jenssen - Enok Sørensen
- Nicolai Johannsen - slaktaren
- Kaare Bertrand - Spikern
- Signe Heide Steen - Fru Hansen
- Hans Erichsen - En sjöman
- Reidar Roy - En smugglare